# Juristenausbildung in Deutschland

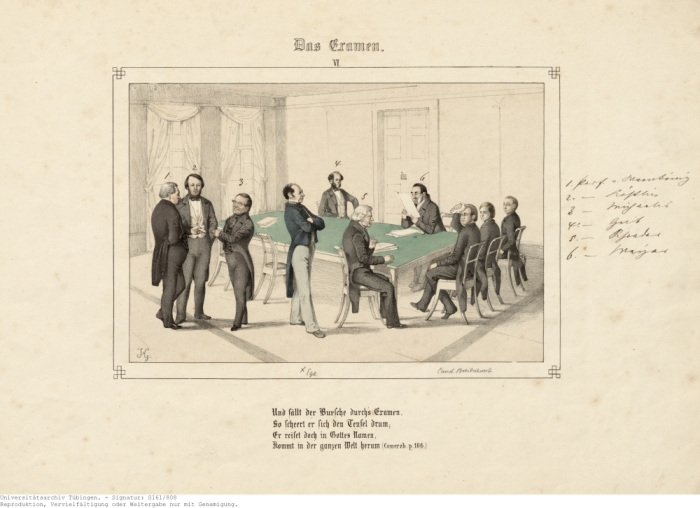
Juristisches Staatsexamen in Tübingen um 1851/52

Die Juristenausbildung in Deutschland bezeichnet die erforderliche Ausbildung für den Zugang zu den reglementierten juristischen Berufen (Richter, Staatsanwalt, Rechtsanwalt, Notar). Die für diese Berufe erforderliche Befähigung zum Richteramt setzt ein rechtswissenschaftliches Studium an einer Universität und einen anschließenden Vorbereitungsdienst (Rechtsreferendariat) voraus, die mit der ersten (juristischen) Prüfung bzw. der zweiten (juristischen) Staatsprüfung abgeschlossen werden. Bundeseinheitlich geregelt sind diese Grundlagen im Deutschen Richtergesetz und ergänzend im Juristenausbildungsgesetz des jeweiligen Landes. Nicht unter den Begriff der „Juristenausbildung“ bzw. des „Jurastudiums“ fallen die verbreitet an Fachhochschulen angebotenen Bachelor-Studiengänge mit mehr oder minder großen rechtskundlichen Anteilen, in denen als Abschluss ein Bachelor of Laws (LL.B.) erworben werden kann.

## Geschichte

### Mittelalter und frühe Neuzeit
Bis ins 14. Jahrhundert bestand in Deutschland keine eigentliche juristische Ausbildung. In den Klosterschulen des frühen Mittelalters (ca. 500 bis 1050) wurden juristische Kenntnisse nur im Rahmen der Ausbildung in den artes liberales Rhetorik, Dialektik und Grammatik vermittelt. Vereinzelte italienische Universitätsstädte setzten für die Ausübung des Richteramts ein Rechtsstudium voraus. Den Nachweis des Studiums erbrachte man nicht durch einen akademischen Grad, „sondern nur durch Besitz der wichtigsten Rechtsbücher“. Allgemein war für die „Ausübung eines Richteramtes und des Notariats oder die Lehrtätigkeit an gelehrten Schulen“ kein akademischer Grad notwendig.:38 Der Ausgangspunkt für eine wissenschaftliche Ausbildung der Juristen liegt in der Wendezeit vom 11. und 12. Jahrhundert an der Universität Bologna; die Lehre des rezipierten römischen Rechts durch Irnerius galt als so vorbildlich, dass sie sich bald über ganz Europa ausdehnte.
Vorreiter der akademischen juristischen Ausbildung war zunächst die Ausbildung im Kirchenrecht, die ab 1385 in Heidelberg und ab 1388 in Köln möglich war. Bald folgte diesem das römische Recht, sodass ab 1392 in Erfurt, ab 1402 in Würzburg, ab 1409 in Leipzig, ab 1419 in Rostock, ab 1456 in Greifswald und Freiburg, ab 1459 in Basel, ab 1472 in Ingolstadt, ab 1473 in Trier und ab 1477 in Mainz und Tübingen ein juristisches Studium möglich war. Zugangsvoraussetzungen für den Universitätsbesuch bestanden bis zum Beginn des 19. Jahrhunderts nicht.
Dem Beispiel Bologna folgend bildeten die Pandekten, der Codex, die Novellen und die Institutiones Justinians aus dem 6. Jahrhundert die Basis der juristischen Ausbildung; bald auch das kanonische Recht. Systematisch erfolgt die Lehre dabei nicht verschiedenen Sachgebieten, sondern den einzelnen Quellen. Dies änderte sich erst im 16. Jahrhundert. Aus dem Jahre 1743 ist in Erlangen folgende Aufteilung übermittelt: Institutionen, Pandekten, Kirchenrecht, Deutsches Recht, Staatsrecht, Kriminalrecht, Lehnsrecht, Gerichtspraxis, Reichsgeschichte. Völkerrecht, Handelsrecht, Wechselrecht, Erbrecht, Eherecht und Rechtsgeschichte folgten im 18. Jahrhundert. Zivilprozess, Kriminalprozess, Deutsche und Römische Rechtsgeschichte emanzipierten sich zu Beginn des 19. Jahrhunderts, bald auch das besondere Obligationenrecht. Während Fächer wie das Lehnsrecht allmählich verschwanden, spaltete sich seit 1870 auch die Pandektenvorlesung sachlich auf, neue Fächer wie das Internationale Privatrecht, das Versicherungsrecht, das Wertpapierrecht, das Wirtschaftsrecht und das Arbeitsrecht traten hinzu; Politik und Verwaltungsrecht entwuchsen dem Staatsrecht.

### Dreistufige Ausbildung in Preußen ab 1750
Die Abschlussprüfungen waren ursprünglich rein universitär. Nach drei oder vier Jahren Studium trat der Student an einen Doktor heran mit der Bitte, ihn zum Baccalaureus zu promovieren, nach weiteren zwei bis drei Jahren konnte er die Licentia anstreben, bis ihm schließlich feierlich der Doktorgrad verliehen werden konnte. Dies änderte sich im 18. Jahrhundert. In Preußen war ab etwa 1750 die Zulassung zu den höheren Kollegialgerichten nur dann möglich, wenn ein zeitlich nicht festgelegter Vorbereitungsdienst sowie drei Prüfungen abgelegt waren. Das erste Examen ermöglichte den gehobenen Bürodienst, die zweite Prüfung das Referendariat, die dritte verlieh den Assessorentitel.
Ab dem 18. Jahrhundert folgte auf die wissenschaftliche Ausbildung also nun oftmals eine außeruniversitäre praktische Ausbildung. Die Notwendigkeit dieser praktischen Übung ergab sich daraus, dass das Universitätsstudium den Bewerbern um Staatsstellen oftmals nicht genügende praktische Fähigkeiten vermittelte. So ergibt sich aus einem preußischen Reskript vom 17. Februar 1710 für die Zulassung zum Kammergericht und aus der Allgemeinen Ordnung betreffend die Verbesserung des Justizwesens vom 21. Juni 1713, dass alle Mitglieder der Justizkollegien Übungen und Erfahrungen in den Rechten, in praxi und in der Landesobservanz durch die Abfassung einer relatio pro statu cum voto nachzuweisen hätten. Eingeübt wurden diese praktischen Fähigkeiten durch Tätigkeit als Zuhörer ohne Stimmrecht in den Justizkollegien.
Seit 1793 konnten nur noch Assessoren sich um eine Obergerichtsstelle bewerben, seit 1849 erfasste dies allgemein Staatsanwälte, Richter oder Rechtsanwälte. Ebenfalls auf das Jahr 1849 geht die Aufspaltung der praktischen Ausbildung in Auskultatur (eineinhalb Jahre) und Referendariat (zweieinhalb Jahre) zurück.

### Zweistufige Ausbildung in Preußen seit 1869

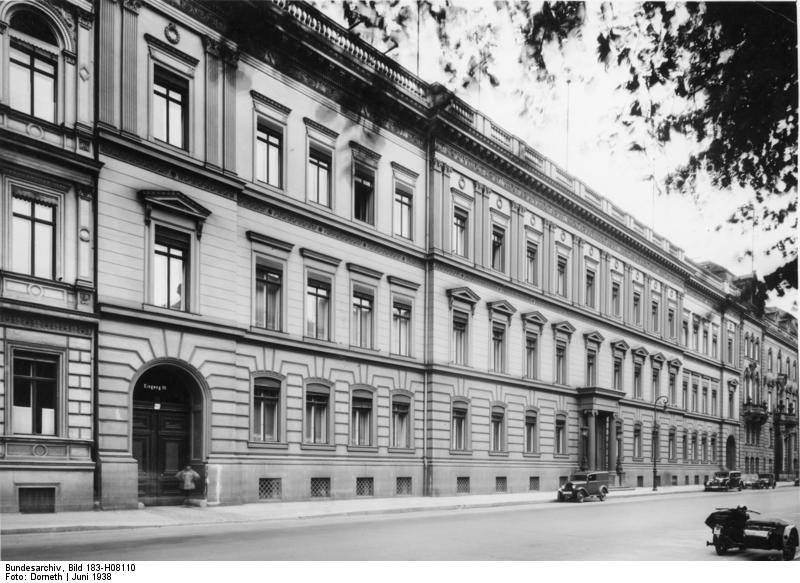
Wilhelmstraße 65 in Berlin, zwischen 1844 und 1935 Gebäude des Preußischen Justizministeriums.

Die heutige Juristenausbildung in Deutschland basiert weitgehend auf der preußischen Juristenausbildung des späten 19. und frühen 20. Jahrhunderts. Andere Länder schlossen sich meist in Ermangelung reichseinheitlicher Regelungen der als vorbildlich geltenden preußischen Prüfungsordnung an. Das Gesetz über die juristischen Prüfungen und die Vorbereitung zum höheren Justizdienst aus dem Jahr 1869 reformierte die Ausbildung in Preußen insoweit, dass ab dann nur noch eine Aufnahmeprüfung in das Referendariat (Vorbereitungsdienst), sowie eine Abschlussprüfung hiernach zur Richteramtsbefähigung abzulegen war. Die Auskultatur wurde abgeschafft, das Referendariat dauerte von nun an vier Jahre. Voraussetzung für das Referendarexamen war ein mindestens dreijähriges Universitätsstudium mit mindestens drei Semestern Rechtswissenschaft. Prüfungsstoff dieses Examens war eine sechswöchige Hausarbeit und eine mündliche Prüfung. In diese Zeit datiert auch der Einzug des Gutachtenstils als Methode der Falllösung.
Wichtigste reichsrechtliche Regelung war seit 1877 § 2 des Gerichtsverfassungsgesetzes. Hierin war die zweistufige Ausbildung durch Referendar- und Assessorexamen geregelt. Seit 1908 auch erweiterte sich der Prüfungsstoff für das Referendarexamen um drei Aufsichtsarbeiten (Klausuren). Zudem waren seit 1908 auch drei praktische Übungen Voraussetzung für die Zulassung zum Referendarexamen. Die Assessorprüfung bestand aus einer sechswöchigen Hausarbeit, einer sechswöchigen Relation und einem mündlichen Aktenvortrag. 1893 folgte man in Preußen dem Beispiel Österreichs (1891) und Bayerns (1892) und ergänzte das Referendariat um außeramtliche Übungskurse, die seit 1912 verpflichtend waren.
1920 wurde die Vorbereitungszeit auf drei Jahre verkürzt.
Durch das Gesetz über die Zulassung der Frauen zu den Ämtern und Berufen der Rechtspflege vom 11. Juli 1922 wurde Frauen der Zugang zum Richteramt sowie zu weiteren Ämtern (Amtsanwältin, Gerichtsschreiberin, Gerichtsvollzieherin) ermöglicht.

### Preußische Ausbildungsordnung von 1923
Nach der preußischen Ausbildungsordnung für Juristen vom 11. August 1923 mussten Studium und Referendariat jeweils mindestens drei Jahre dauern. Das Referendarexamen beim Justizprüfungsamt bestand aus einer häuslichen Arbeit und vier Aufsichtsarbeiten von jeweils einer Stunde sowie einer sich anschließenden zweitägigen mündlichen Prüfung: Am ersten Tage wurde das Privat- und Strafrecht einschließlich der zugehörigen Rechtsgeschichte, am zweiten Tage des Staats- und Verwaltungsrecht einschließlich Rechtsgeschichte und Grundlagen der Volkswirtschaftslehre geprüft.
Es schloss sich der Vorbereitungsdienst als Referendar beim Oberlandesgericht an. Dieses wies ihn gemäß folgendem Zeitplan zu: drei Monate Staatsanwaltschaft, drei Monate beim Amtsgericht im Strafprozess, zwei Monate bei demselben Amtsgericht im Zivilprozess, acht Monate beim Landgericht, acht Monate bei einem Amtsgericht in der freiwilligen Gerichtsbarkeit, sechs Monate bei einem Rechtsanwalt oder Notar sowie sechs Monate beim Oberlandesgericht. Diese praktische Ausbildung der Referendare wurde durch verpflichtende ständige Übungen ergänzt. Die Befähigung zum Richteramt wurde durch die sich anschließende Große Staatsprüfung erlangt. Auch sie bestand aus einem schriftlichen und einem mündlichen Teil. Der schriftliche Teil bestand aus der Anfertigung eines wissenschaftlichen Rechtsgutachtens binnen drei Wochen, einer praktischen Arbeit (Urteilsentwurf) aufgrund von Prozessakten sowie als Aufsichtsarbeiten aus drei Rechtsfällen nach Akten. Das Rechtsgutachten konnte durch eine wissenschaftliche Arbeit ersetzt werden. Die Aufsichtsarbeiten fanden an drei aufeinanderfolgenden Wochentagen in Berlin statt und entstammten dem Privat- und Strafrecht. Die mündliche Prüfung begann mit einem Aktenvortrag mit dreitägiger Vorbereitungszeit und ähnelte im Übrigen derjenigen des Referendarexamens. Bei Bestehen der Prüfung wurde der Referendar zum Gerichtsassessor ernannt.

### Zeit des Nationalsozialismus

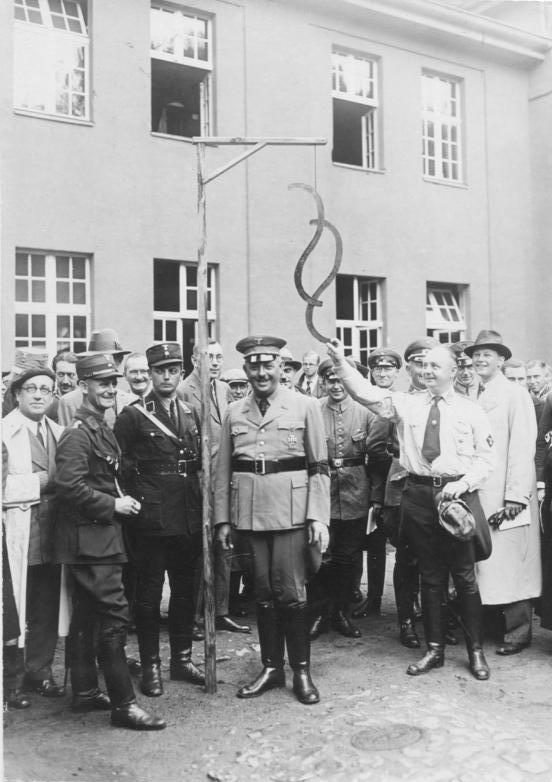
Der preußische Justizminister Hanns Kerrl (Mitte) beim Referendarlager-Besuch, Jüterbog. Links neben ihm der Lagerleiter SA-Obersturmbannführer Oberstaatsanwalt Christian Spieler und dessen Stellvertreter, SA-Sturmführer Heesch. Paragrafzeichen, das Symbol der Justiz „§“, am Galgen aufgehängt (1933).

In der Zeit des Nationalsozialismus hatte sich auch die Juristenausbildung an der nationalsozialistischen Ideologie auszurichten. Die Juristenausbildung lag nicht mehr in Hand der Länder, sondern wurde zentral vom Reichsjustizministerium vorgegeben. Das Referendariat in Preußen wurde durch Verordnung vom 6. Juni 1933 vor dem schriftlichen Examen um einen Pflichtaufenthalt im Gemeinschaftslager „Hanns Kerrl“ in Jüterbog erweitert. Jegliche juristische Betätigung war in dieser Zeit verboten, selbst das Mitbringen von Büchern. Zwischen 1933 und 1935 wurden sogar die Examensklausuren nicht am Kammergericht in Berlin, sondern im Lager selbst angefertigt. Ab 1936 war der Lageraufenthalt für alle Referendare in Deutschland verpflichtend. Das Lager war streng antiindividualistisch und antiintellektuell; es diente vielmehr der politischen Indoktrinierung. Otto Palandt, Präsident des Reichsjustizprüfungsamtes, stellte als Ergebnis fest, dass „heute die Referendare wettergebräunt, hellen Auges und in aufrechter Haltung, zuversichtlich und voller Vertrauen [den Prüfungssaal beträten, der vordem] manchen hohläugigen, blaßwangigen Prüfling gesehen hat, dessen nachlässige Haltung und hilfsloser Blick“ bei den Prüfern höchstens Mitleid ausgelöst hätte.
Das Lager Jüterbog wurde ab 2019 Gegenstand näherer Forschungen, da es offenbar bisher allgemein überschätzt und geradezu zu einem Symbol für die Juristenausbildung im „Dritten Reich“ wurde. Als einer der ersten Verpflichteten überhaupt erlebte Sebastian Haffner – der dort wie die anderen auch die große Staatsprüfung ablegen sollte – als Kursteilnehmer im Jahr der „Machtergreifung“ einen Lagerbesuch des ranghohen Juristen im NS-Justizapparat Roland Freisler. Ins Blickfeld der rechtshistorischen Forschung rückt in neuerer Zeit vermehrt das starke Engagement Freislers und Otto Palandts für den Lagerkomplex. Etwa 20.000 männliche Referendare – unter ihnen Helmuth James Graf von Moltke, Kurt Georg Kiesinger und Karl Carstens – durchliefen zwischen Juli 1933 und September 1939 den jeweils achtwöchigen Pflichtaufenthalt für Rechtsreferendare. In den Medien traten verzerrende Wertungen über das Lager oder die Fehlrezeption des Bildes vom „erhängten Paragraphen“ zur verallgemeinernden Charakterisierung der Rechtsordnung im NS-Staat auf. Dieses Bild wurde mit propagandistisch überhöhtem Foto- und Filmmaterial von der NS-Presse verbreitet, aber dieses Klischee traf nicht zu. Die obergerichtliche Judikatur lag ganz überwiegend bis Kriegsende noch in den Händen der vor 1933 ausgebildeten Juristen.
Auf das Lagerleben trafen antiintellektuelle, antiindividuelle und antibürgerliche Aspekte zu. Dabei sollten die Verpflichteten sportlich wie ideologisch gedrillt werden. Ausgerechnet die juristische Ausbildung, vor allem in der neuen NS-Gesetzgebung, kam hingegen erst in der späteren Geschichte des Lagers hinzu. Schulungslager für einzelne Berufsgruppen waren in der NS-Zeit allgemein gängige Instrumente der Indoktrinierung, Disziplinierung und Auslese, die gleichsam einen auf die „Volksgemeinschaft“ bezogenen integrierenden Anspruch besaßen. Für junge Akademiker gab es mehrere dem Jüterboglager ähnliche NS-Einrichtungen. Im Zentrum des Lageraufenthalts stand die ersten Jahre eine wehrsportliche Ausbildung mit Arbeitsleistung – insbesondere Bautätigkeit. Jegliche berufswissenschaftliche Betätigung war für die Examenskandidaten lagergeschichtlich betrachtet zunächst verboten. Etwaig mitgeführte juristische Bücher wurden bei Lagerantritt eingezogen.

## Universitärer Abschnitt
Das Studium der Rechtswissenschaft wird in Deutschland umgangssprachlich als Jurastudium bezeichnet. Wer ein Studium der Rechtswissenschaft absolviert hat und mit der ersten Prüfung (bzw. bis 2003 mit dem ersten Staatsexamen) abgeschlossen hat, wird heute als Jurist bezeichnet. Das Bestehen der ersten Prüfung genügt für weitere angestrebte akademische Qualifikationen wie beispielsweise die Promotion und in vielen Fällen auch für eine sich daran anschließende Habilitation, nicht jedoch für eine praktische Tätigkeit in klassischen juristischen Berufen (Richter, Staatsanwalt, Rechtsanwalt). Hierfür ist das Bestehen eines weiteren Ausbildungsabschnittes, des Referendariats, und der zweiten Staatsprüfung erforderlich.

### Studium der Rechtswissenschaft
Schwerpunkt der Juristenausbildung ist die juristische Dogmatik. Am Anfang steht das Grundstudium, das Vorlesungen über die Exegese des Bürgerlichen Gesetzbuchs, des Handelsgesetzbuchs, der Zivilprozessordnung, des Strafgesetzbuchs, der Strafprozessordnung, des Grundgesetzes, des Verwaltungsverfahrensgesetzes und der Verwaltungsgerichtsordnung beinhaltet. Dazu kommen noch Grundlagenfächer, die das allgemeine Verständnis fördern (z. B. Digestenexegese, Rechtsgeschichte und Rechtsphilosophie sowie Rechtssoziologie). Eindeutiger Schwerpunkt liegt auf der BGB-Exegese, dem StGB und dem VwVfG mit der VwGO. Diese Vorlesungen sind oftmals mit einzelnen Abschlussklausuren und umfangreichen schriftlichen Rechtsgutachten, die zu Hause angefertigt werden (Hausarbeiten), zu beenden; von überragender Bedeutung – auch für das weitere Studium – ist die umfassende Lösung von erdachten Sachverhalten im Gutachtenstil.
An die Zwischenprüfung bzw. „kleinen Scheine“ schließt sich eine zweite Phase an, gekennzeichnet von den sogenannten „großen Übungen“, die ebenso von Klausuren und umfassenden Hausarbeitsgutachten auf fortgeschrittenem Niveau begleitet werden. Im Anschluss hieran verbringt jeder Student üblicherweise noch etwa ein Jahr mit Prüfungsvorbereitungen, meist begleitet von dem Besuch eines Repetitoriums. In vielen Studienordnungen ist mittlerweile die Wahl eines Schwerpunktbereichs vorgesehen, welcher vertiefte Kenntnisse in einem besonderen Rechtsgebiet vermitteln soll. Früher (vor 2003) hatte das sogenannte „Wahlfach“ diese Rolle übernommen. Auch der Erwerb von fachspezifischen Fremdsprachenkenntnissen ist in manchen Bundesländern vorgesehen. Die Regelstudienzeit beträgt fünf Jahre.
Vorgeschrieben ist laut dem Deutschen Richtergesetz in § 5a Abs. 3 zudem die Ableistung sogenannter praktischer Studienzeiten von insgesamt mindestens drei Monaten Dauer während der vorlesungsfreien Zeit. Was die nähere Ausgestaltung betrifft, wird auf das jeweilige Landesrecht verwiesen.
Durch die Internationalisierung der Berufswelt und der Juristenausbildung gewinnen auch internationale Moot-Court-Wettbewerbe an Bedeutung.
Der Begriff Jura als Bezeichnung des einschlägigen Studienfachs wurde das erste Mal an der Universität Bologna verwendet. Er leitet sich vom lateinischen ius „das Recht“ ab; der Plural iura „die Rechte“ steht für sowohl das weltliche als auch das Kirchenrecht (kanonisches Recht), welche damals noch gleichberechtigt nebeneinanderstanden. Manche Universitäten promovieren daher auf Wunsch auch heute noch zum Doctor iuris utriusque (lat. „Doktor beiderlei Rechts“). Beinahe jede deutsche geisteswissenschaftliche Universität bietet einen juristischen Studiengang an.

### Erste Prüfung
Das universitäre Studium der Rechtswissenschaften wird heute mit der ersten Prüfung (§ 5 DRiG) abgeschlossen. Die erste Prüfung beinhaltet seit 1. Juli 2003 gem. § 5d Abs. 2 S. 4 Hs. 1 DRiG neben einem staatlichen Teil (Pflichtfachprüfung, 70 % der Gesamtnote) einen universitären Teil (Schwerpunktbereichsprüfung, 30 % der Gesamtnote) und stellt deshalb richtigerweise kein reines Staatsexamen mehr dar. Die Anmeldung zur ersten Prüfung ist nicht an einen bestimmten Zeitpunkt gebunden; eine Exmatrikulation bei Überschreiten der Regelstudienzeit erfolgt bundeslandabhängig in der Regel erst ab einer Überschreitung der Regelstudienzeit von mehr als einem Jahr (beispielsweise in Hamburg), während in anderen Bundesländern auch nach deutlich längerer Zeit keine Sanktion erfolgt (beispielsweise in Rheinland-Pfalz, wo in den entsprechenden Gesetzen schon keine entsprechende Rechtsgrundlage existiert).
Die Schwerpunktbereichsprüfung wird an den jeweiligen Universitäten abgeleistet. Ihre Ausgestaltung ist Sache der Universitäten, welche die jeweils geltenden Juristenausbildungs- und -prüfungsgesetze und dazugehörige Verordnungen der Länder beachten müssen. Seit einigen Jahren wird diskutiert, den Umfang und die Bedeutung dieses Schwerpunktbereichs zu reduzieren oder ihn ganz abzuschaffen.
Der Prüfungsstoff der Pflichtfachprüfung umfasst alle drei großen Rechtsgebiete des deutschen Rechts: das Zivilrecht, das öffentliche Recht und das Strafrecht. Die Problem- und Fragestellungen beinhalten im Rahmen der ersten juristischen Prüfung vor allem Probleme des materiellen Rechts; prozessuale Fragen des Zivilprozessrechts, des Strafprozessrechts, des Verwaltungs- und des Verfassungsprozessrechts werden bereits im Überblick abgefragt. Jede Klausur verlangt von dem Kandidaten grundsätzlich die Lösung eines (überwiegend mit materiell-rechtlichen Problemen gefüllten) Sachverhalts in Form des Gutachtenstils.

#### Ablauf der ersten Prüfung und Termine
Die schriftliche Pflichtfachprüfung besteht mittlerweile in der Regel aus sechs Aufsichtsarbeiten mit einer Bearbeitungszeit von je fünf Stunden. Bis 2003 bestand die schriftliche Prüfung überwiegend aus drei Aufsichtsarbeiten in den Pflichtfächern sowie aus einer Hausarbeit, die sowohl im Pflichtfach- als auch im Wahlfachbereich angefertigt werden konnte. Die Aufsichtsarbeiten werden zusammenhängend an vorgegebenen Terminen innerhalb von zwei Wochen geschrieben. Sind die schriftlichen Klausuren erfolgreich bestanden, erfolgt mehrere Monate später die mündliche Prüfung. Sowohl in den Prüfungszyklen als auch in der Dauer der Wartezeit zwischen schriftlicher und mündlicher Prüfung bestehen je nach Bundesland bzw. Prüfungsamt erhebliche Unterschiede. So kann die erste Prüfung in Rheinland-Pfalz beispielsweise lediglich zweimal pro Jahr (schriftliche Prüfungen im Februar und August, mündliche Prüfung in der Regel vier Monate später), in Hamburg dagegen sechsmal pro Jahr (schriftliche Prüfungen im Februar, April, Juni, August, Oktober und Dezember, mündliche Prüfung in der Regel drei Monate später) absolviert werden.

#### Wiederholungsversuch, Verbesserungsversuch und Freiversuch
Für die Pflichtfachprüfung gibt es in allen Bundesländern zwei reguläre Versuche, den ersten Versuch und den Wiederholungsversuch.
Eine Ausnahme dazu stellt der sog. Freiversuch dar: Studierende, die sich frühzeitig (in den meisten Ländern im achten Hochschulsemester) zur Anfertigung der Aufsichtsarbeiten melden, erhalten im Fall des Nichtbestehens einen zusätzlichen Versuch; vereinfacht gesagt wird dieser frühzeitige Versuch nicht als einer der zwei regulär-möglichen Versuche gezählt, wenn der Kandidat durch den frühzeitigen Versuch durchfällt, also insgesamt weniger als 4,0 Punkte erzielt (siehe Benotungssystem).
In einzelnen Bundesländern ist der frühzeitige Antritt zudem Voraussetzung dafür, dass der reguläre Wiederholungsversuch als Verbesserungsversuch betrachtet wird, also nicht prinzipiell das Ergebnis des Wiederholungsversuchs, sondern das bessere der zwei erzielten Ergebnisse endgültig gewertet wird. In anderen Bundesländern (beispielsweise Bayern, Baden-Württemberg und Rheinland-Pfalz) gilt das Prinzip der Notenverbesserung unabhängig davon, ob der Kandidat den Freiversuch wahrnimmt; der Kandidat kann sich in seinem Wiederholungsversuch also keinesfalls verschlechtern.

#### Sogenanntes "Abschichten"
In Niedersachsen besteht neben dem Freiversuch und der Notenverbesserungsmöglichkeit die Möglichkeit, die erste Prüfung abzuschichten. Bei der Abschichtung müssen die Prüfungsklausuren nicht in einem vorgegebenen Zeitraum von zwei Wochen abgelegt werden, sondern können gemäß § 4 Absatz 2 Satz 2 des Niedersächsischen Gesetzes zur Ausbildung der Juristinnen und Juristen (NJAG) auf zwei Prüfungstermine aufgeteilt werden, die zwischen dem 6. und 8. Semester liegen müssen. Die Klausuren werden zusammen mit den regulären Prüfungsdurchgängen geschrieben und korrigiert.
Neben Niedersachsen bestand in der Vergangenheit auch in Nordrhein-Westfalen die Möglichkeit abzuschichten. Durch eine Änderung im dortigen Juristenausbildungsgesetz ist diese Möglichkeit allerdings mit Auslaufen einer Übergangsregelung bei Meldung zur ersten Prüfung bis 16. Februar 2025 zu diesem Datum abgeschafft worden.

### Staatliche Prüfungsämter
Die Prüfungsämter (Justizprüfungsämter) für die erste Prüfung sind in den einzelnen Bundesländern innerhalb der Oberlandesgerichte (etwa Nordrhein-Westfalen) oder als Landesjustizprüfungsamt (z. B. Niedersachsen) installiert. Die zweite juristische Staatsprüfung wird auch von den Landesjustizprüfungsämtern abgenommen, die bei den jeweiligen Justizministerien gebildet werden. An den staatlichen Prüfungen werden als Prüfer Juristen im staatlichen Dienst (Richter, Staatsanwälte, Verwaltungsjuristen), Rechtsanwälte sowie Professoren beteiligt. Bei dem universitären Teil der ersten Prüfung in der Regel Professoren und wissenschaftliche Mitarbeiter. Näheres regeln dort die Prüfungsordnungen der Universitäten.

### Alternative Ausbildungsmodelle

#### Bachelor und Master
Neben diesem klassischen Ausbildungsweg haben sich im Zuge des Bologna-Prozesses auch Studiengänge zum Bachelor of Laws (LL.B.) und Master of Laws (LL.M.) etabliert. Diese Abschlüsse vermitteln keine besonderen Befugnisse nach dem Rechtsdienstleistungsgesetz und den Prozessordnungen (§ 79 Abs. 2 Satz 2 und 3 ZPO, § 67 Abs. 2 Satz 2 und 3 VwGO, § 11 Abs. 2 Satz 2 und 3 ArbGG, § 73 Abs. 2 Satz 2 und 3 SGG und § 62 Abs. 2 und 3 FGO). Gegen ein Landgerichtsurteil, mit dem einem freiberuflich arbeitenden „Master of Laws“ Rechtsberatung als „Wirtschaftsjurist“ untersagt worden war, wurde zu einem ungenannten Zeitpunkt Verfassungsbeschwerde erhoben.

#### FernUniversität in Hagen
Seit dem Wintersemester 2003/2004 bietet die FernUniversität in Hagen, als erste Universität in Deutschland, einen Reformstudiengang der Rechtswissenschaften entsprechend dem Bologna-Modell an. Hierbei werden der juristische Bachelorabschluss (LL.B.) in sieben Semestern im Vollzeitstudium und der juristische Masterabschluss (LL.M.) in drei konsekutiven Semestern im Vollzeitstudium angestrebt, welche üblicherweise nicht-klassische Abschlussziele bieten und regelmäßig nicht den Weg in die klassischen juristischen Berufsfelder, wie etwa die „Befähigung zum Richteramt“, eröffnen.
Im Studienangebot „Erste Juristische Prüfung (EJP)“ kann an der Fernuniversität in Hagen parallel auch der integrierte Bachelor of Laws (LL.B.) mit wirtschaftsrechtlicher Ausrichtung als Abschlussziel erreicht werden.
Bei dem „Hagener Modell bietet die FernUniversität als einzige Universität in Deutschland Studierenden die Möglichkeit, den universitären Teil der ersten juristischen Prüfung im Wege des Fernstudiums abzulegen und die Zulassung zum staatlichen Pflichtfachteil zu erlangen.“

#### Mannheimer Modell
Seit dem Herbstwintersemester 2008 bietet auch die Universität Mannheim einen Reformstudiengang der Juristenausbildung entsprechend dem Bologna-Modell an. In Mannheim kann der Bachelor of Laws zum Titel Jurist mit bestandener erster juristischer Prüfung führen. Dabei handelt es sich um einen Kombinationsstudiengang im Sinne der JAPrO des Landes Baden-Württemberg. Die Studenten leisten zunächst im Rahmen des Bachelors das komplette Zivilrecht sowie die universitäre Schwerpunktprüfung und zusätzlich BWL-Kenntnisse im Wert von einem Drittel des Bachelors. Am Ende nehmen die Studierenden an den zivilrechtlichen Klausuren der ersten juristischen Prüfung teil. Danach müssen nur noch die Klausuren im öffentlichen Recht und im Strafrecht geschrieben werden. Die Möglichkeit der „Abschichtung“ der Klausuren ist einzigartig in Deutschland und wird darin begründet, dass die Mannheimer Juristen in schneller Zeit sowohl Jura als auch BWL lernen müssen. Nach dem Bachelor haben sie neben der Ausbildung zum Juristen über die ergänzenden Studien zur ersten juristischen Prüfung auch die Möglichkeit, einen Master of Science in BWL zu machen. Der Bachelor ermöglicht auch eine Promotion im Zivilrecht, vorausgesetzt, der Student gehörte zu den besten 5 % seines Jahrgangs.

#### Lüneburger Modell
Seit dem Wintersemester 2022/2023 bietet die Leuphana Universität Lüneburg ein vollständig in den „Bologna-Prozess“ integriertes, interdisziplinär ausgerichtetes Jurastudium an. Das auf insgesamt zehn Semester angelegte Studium an der Leuphana Law School zielt weiterhin auf die Ablegung der ersten juristischen Staatsprüfung. Anders als deutschlandweit üblich, erwerben die Studierenden auf dem Weg dahin jedoch außerdem sowohl einen juristischen Bachelor-Abschluss (LL.B.) als auch einen juristischen Master-Abschluss (LL.M.). Eine Besonderheit des Lüneburger Modells ist die umfassende interdisziplinäre Zusatzausbildung. Dies bedeutet, dass das Bachelor-Studium in dem bewährten Modell des Leuphana College neben dem Hauptfach Rechtswissenschaft (sog. Major) immer auch ein eigenständiges Nebenfach (sog. Minor) sowie ein zusätzliches Komplementärstudium umfasst. Das Nebenfach kann dabei etwa in der Betriebswirtschaftslehre, der Politikwissenschaft, den Digitalen und Sozialen Medien, der Psychologie, der Nachhaltigkeitswissenschaft, der Rechtsvergleichung (in englischer Sprache) oder vielen weiteren Fächern angesiedelt sein und bildet einen wichtigen Teil der universitären Grundausbildung. Hinzu treten weitere überfachlich ausgerichtete Module im Komplementärstudium. Hier können Module in »Grundfragen des Rechts« belegt werden, wie etwa Rechtsphilosophie, Rechtssoziologie oder Recht und Ökonomik.

#### Diplom, Bachelor und Master
Viele Universitäten haben nach dem Bestehen der Ersten juristischen Prüfung ein Diplomierungsverfahren auf Antrag eingerichtet. An diesen Universitäten wird nach der ersten juristischen Prüfung zusätzlich der akademische Grad „Diplom-Jurist“ (Dipl.-Jur.) oder „Magister juris“ (Mag. jur.) verliehen.
Seit einigen Jahren bieten auch verschiedene Fachhochschulen medienrechtliche und wirtschaftsrechtliche Studiengänge an, die mit dem akademischen Grad des Diplom-Informationsjuristen kurz ebenfalls Dipl. jur. bzw. Diplom-Wirtschaftsjuristen abschließen. Der Studiengang Informationsrecht kann an der Hochschule Darmstadt belegt werden. Hier wurde dieser 2001 erstmals in Deutschland etabliert. Überdies kann Jura an zahlreichen Universitäten im Nebenfach eines Bachelor- und Master- sowie Magisterstudiengangs als „Teilgebiete des Rechts“ gewählt werden. In der Regel schließt das Nebenfachstudium mit einer Klausur und/oder einer halbstündigen, mündlichen Prüfung ab.
Es ist auch möglich, nach einem dreijährigen Studium den Baccalaureus Juris (bac. jur.) und nach einem weiteren Jahr den Magister Juris (Mag. jur.), meist LL.M. genannt, zu erwerben. Der Weg zu den klassischen juristischen Berufen wie Rechtsanwalt oder Richter wird dadurch jedoch nicht eröffnet. Viele Juristen nutzen diese Studiengänge deshalb nur als Zusatzqualifikation. Besonders hoch angesehen sind dabei Abschlüsse von renommierten ausländischen Universitäten. Daneben haben Universitäten nunmehr auch juristische Bachelor- und Masterstudiengänge etabliert, die Juristen in Teilgebieten ausbilden. Solche Studiengänge schließen mitunter als Bachelor of Arts (B.A.) oder Master of Arts (M.A.) ab (beispielsweise Öffentliches und Zivilrecht unter der Bezeichnung Staatswissenschaften-Rechtswissenschaften) an der Universität Erfurt oder Umweltrecht an der Universität Kassel).
Der Masterabschluss an einer Fachhochschule gilt als Laufbahnbefähigung für den höheren Dienst, wenn dies vorher in der Akkreditierungsurkunde für den jeweiligen Masterstudiengang von der zuständigen obersten Kultusbehörde im Benehmen mit der jeweiligen obersten Innenbehörde und gegebenenfalls erforderlichen Dienstbehörde festgestellt wurde.

#### Einstufige Ausbildung
Zur einstufigen Ausbildung in den 1970er und 1980er Jahren siehe den Hauptartikel Einstufige Juristenausbildung.

## Postuniversitäre Ausbildung

### Rechtsreferendariat
Das Rechtsreferendariat, der zweijährige Vorbereitungsdienst, geht der zweiten Staatsprüfung (auch zweite juristische Prüfung, Großes Staatsexamen oder Assessorprüfung genannt) voraus. Die Ausbildung findet in 14 Bundesländern in einem öffentlich-rechtlichen Ausbildungsverhältnis statt, in Mecklenburg-Vorpommern und Hessen im Beamtenverhältnis auf Widerruf. Sie soll im Anschluss an das Studium der Rechtswissenschaften an die praktische juristische Tätigkeit heranführen und ein angemessenes Maß an Praxiserfahrung vermitteln, um den Berufseinstieg (insbesondere in die klassischen juristischen Berufe des Richters, Staatsanwalts und Rechtsanwalts) zu erleichtern.
Das Referendariat kann in zwei parallel laufende Stränge unterteilt werden: Die Referendare nehmen an verpflichtenden theoretischen Kursen teil, die das im Rahmen des Studiums erlernte Wissen vertiefen und festigen sollen. Diese Kurse werden von Richtern, Staatsanwälten, Verwaltungsbeamten und Rechtsanwälten geleitet, um einen ausreichenden Praxisbezug zu gewährleisten. Gleichzeitig müssen Referendare verschiedene Ausbildungsstationen durchlaufen (deren Abfolge und zeitliche Dauer in den jeweiligen Landesgesetzen verbindlich vorgegeben ist, siehe beispielsweise § 19 JAPO RP), in welchen die Referendare einem Richter, Staatsanwalt, Rechtsanwalt, Verwaltungsbeamten oder andere juristischen Mitarbeiter zur praktischen Ausbildung zugeordnet werden und so den praktischen Umgang in den jeweiligen Berufen erlernen sollen. Das Referendariat ist insoweit als Vollzeitstelle konzipiert, wobei einige Referendare auch während dieser Phase ein kommerzielles Repetitorium besuchen, um sich auf die zweite Staatsprüfung vorzubereiten.
Der Referendar erhält monatlich eine sogenannte Unterhaltsbeihilfe. Der Grundbetrag unterscheidet sich von Bundesland zu Bundesland und beträgt beispielsweise in Nordrhein-Westfalen 1.525,17 Euro, in Hamburg 1.583,07 Euro, in Rheinland-Pfalz 1.614,86 Euro und in Bayern 1.652,08 (Stand 2025). Hinzu kommt gegebenenfalls ein Familienzuschlag sowie ein Ortszuschlag.

### Zweite Staatsprüfung
Im Gegensatz zur ersten Prüfung handelt es sich bei der zweiten Staatsprüfung (§ 5 DRiG) um ein reines Staatsexamen. Dieses wird demnach ausschließlich von den staatlichen Justizprüfungsämtern der einzelnen Bundesländer gestellt und bewertet.
Diese Zweite juristische Prüfung (Assessorprüfung) wird bundesweit – allerdings in der Zuständigkeit der einzelnen Bundesländer – durchgeführt. Die Referendare haben gegen Ende ihrer Ausbildung zwischen sieben (Saarland) und neun (Bayern) Klausuren abzuleisten. Etwa vier Monate nach der Klausurphase schließt das Referendariat mit einer mündlichen Prüfung ab. Neben dem materiellen Inhalt der ersten Prüfung umfasst die zweite Prüfung auch das Prozessrecht, wobei akademische Streitstände gegenüber der Ersten juristischen Prüfung an Stellenwert verlieren und die aktuelle Rechtsprechung und die Anwendung praktischer Kenntnisse im Umgang mit Sachverhalten mehr in den Vordergrund tritt.
Durch das Bestehen der zweiten Staatsprüfung wird gleichzeitig die Befähigung zum Richteramt und die Laufbahnbefähigung für den höheren nichttechnischen Verwaltungsdienst erworben (Eingangsamt: Regierungsrat). Auch die Tätigkeit eines Staatsanwalts setzt diese „Befähigung zum Richteramt“ voraus (eine Ausnahme stellt der dem gehobenen Dienst angehörende Amtsanwalt beim Amtsgericht dar). Auch für den Beruf des Rechtsanwalts (einschließlich des Syndikusanwalts) und des Notars ist die Befähigung zum Richteramt erforderlich. Für die Tätigkeit eines Justiziars ist hingegen eine besondere Berechtigung nicht erforderlich.
Die Ausbildung zum Rechtsassessor (Assessor iuris, umgangssprachlich Volljurist) dauert mit Studium und Referendariat ohne Zwischenphasen (Wartezeiten auf Prüfungsergebnisse, Wartezeiten auf Beginn des Referendardienstes) in aller Regel mindestens sieben Jahre.

## Benotungssystem

### Notenstufen
Die juristische Notenskala nach der preußischen Prüfungsordnung vom 17. Juni 1913 kannte nur die Prädikate „ausreichend“, „gut“ und „mit Auszeichnung“. Durch die preußische Prüfungsordnung vom 1. August 1923 wurde in Preußen die zusätzliche Notenstufe „vollbefriedigend“ eingeführt, so dass seitdem nach § 18 Abs. 1 die Skala „nicht bestanden“, „ausreichend“, „vollbefriedigend“ und „mit Auszeichnung“ galt; bis zu diesem Zeitpunkt spielte das Prädikat „vollbefriedigend“ nur als interner Aktenvermerk für den inneren Geschäftsverkehr der Behörde, also ohne Außenwirkung, eine Rolle. Durch die bundesweit geltende Verordnung über eine Noten- und Punkteskala für die erste und zweite juristische Prüfung vom 3. Dezember 1981 (BGBl. I S. 1243) m.W.v. 1. Januar 1983 wurde auf die heute geltende Skala von 0 (ungenügend) bis 18 (sehr gut) umgestellt. Die Notenstufen bei der Einzelbewertung mit Aufgliederung in ein Punktesystem und zugehöriger Definition lauten seitdem:
- ungenügend (0 Punkte) (eine völlig unbrauchbare Leistung),
- mangelhaft (1–3) (eine an erheblichen Mängeln leidende, im Ganzen nicht mehr brauchbare Leistung),
- ausreichend (4–6) (eine Leistung, die trotz ihrer Mängel durchschnittlichen Anforderungen noch entspricht),
- befriedigend (7–9) (eine Leistung, die in jeder Hinsicht durchschnittlichen Anforderungen entspricht),
- vollbefriedigend (10–12) (eine über den durchschnittlichen Anforderungen liegende Leistung),
- gut (13–15) (eine erheblich über den durchschnittlichen Anforderungen liegende Leistung),
- sehr gut (16–18) (eine besonders hervorragende Leistung).

### Gesamtnote
Bei der Gesamtbewertung wird der Durchschnitt herangezogen, wobei die Zuordnung der erreichten Punktzahl zu den Notenstufen abweicht: Bis zu einem Durchschnitt von 3,99 Punkten ist die Prüfung nicht bestanden, dann folgen:
- ausreichend (4–6,49),
- befriedigend (6,5–8,99),
- vollbefriedigend (9–11,49),
- gut (11,5–13,99) und
- sehr gut (14–18).

In der ersten Prüfung und der zweiten Staatsprüfung steht dem jeweiligen Prüfungsausschuss, der die mündliche Prüfung abnimmt und das Gesamtergebnis der staatlichen Prüfungen feststellt, die Möglichkeit zur Verfügung, wenn der Gesamteindruck des Kandidaten vom rechnerischen Ergebnis abweicht, das Gesamtergebnis um bis zu einen Punkt zu verbessern (§ 5d Abs. 4 DRiG). Allerdings darf die Verbesserung der Gesamtnote keinen Einfluss auf das Bestehen oder Nichtbestehen der Prüfung haben.

### Ergebnisse
Die Ergebnisse der juristischen Prüfungen werden jährlich in der Statistik der juristischen Prüfungen (siehe unten unter Weblinks) ausgewiesen. Die Durchschnittsnoten und die Durchfallquote fallen bei den Rechtswissenschaften deutlich schlechter aus als in anderen Studiengängen, wobei ein erhebliches Ungleichgewicht zwischen den Ergebnissen in der staatlichen Pflichtfachprüfung und den universitären Schwerpunktprüfungen besteht. Die staatliche Pflichtfachprüfung bestanden 2022 im Bundesdurchschnitt 26,2 % der Kandidaten nicht, darunter 3,9 % endgültig nicht. Von den erfolgreichen Kandidaten der ersten juristischen Prüfung im Jahre 2022 erhielten 0,2 % die Note „sehr gut“, 3,5 % „gut“, 16,5 % „voll befriedigend“, 29,7 % „befriedigend“ und 23,9 % „ausreichend“. Die universitäre Schwerpunktprüfung bestanden lediglich 3,8 % nicht, 6,2 % erhielten die Note „sehr gut“, 23,0 % „gut“, 34,4 % „voll befriedigend“, 23,7 % „befriedigend“ und 8,8 % „ausreichend“. Von den geprüften Kandidaten der zweiten juristischen Staatsprüfung im Jahr 2022 erhielten 0,1 % die Note „sehr gut“, 2,2 % „gut“, 18,7 % „voll befriedigend“, 41,9 % „befriedigend“, 24,9 % „ausreichend“ und 12,3 % bestanden nicht.
|                                   | sehr gut | gut    | voll befriedigend | befriedigend | ausreichend | nicht bestanden |
| Erste Prüfung (staatlicher Teil)  | 0,2 %    | 3,5 %  | 16,5 %            | 29, 7 %      | 23,9 %      | 26,2 %          |
| Erste Prüfung (univ. Schwerpunkt) | 6,2 %    | 23,0 % | 34,4 %            | 23,7 %       | 8,8 %       | 3,8 %           |
| Zweite Prüfung                    | 0,1 %    | 2,2 %  | 18,7 %            | 41,9 %       | 24,9 %      | 12,3 %          |

### Prädikatsexamen
Der Begriff „Prädikatsexamen“ ist gesetzlich nicht definiert, in Deutschland jedoch fachsprachlich gebräuchlich für das Ergebnis einer juristischen Prüfung mindestens mit der Note „vollbefriedigend“ bzw. bereits mit der Note „befriedigend“ in Bayern und Sachsen. In Bayern wird zudem zwischen einem „Prädikat“ (befriedigend) und einem „großen Prädikat“ (vollbefriedigend) unterschieden.
Die Anzahl der von Studenten im 1. und 2. Juristischen Staatsexamen erreichten Prädikatsexamina – im Verständnis des jeweiligen Bundeslandes – variiert in den einzelnen Bundesländern und liegt im Gesamtdurchschnitt im staatlichen Teil der ersten Prüfung und in der zweiten Prüfung regelmäßig deutlich unter 20 %.

## Jura in anderen Studiengängen
Einige Universitäten und Fachhochschulen integrieren rechtswissenschaftliche Inhalte in andere Studiengänge, etwa in das Fach Geschichtswissenschaft, indem dort Fragen der historischen Rechtsvergleichung und Römisches Recht behandelt werden. An der FU Berlin werden innerhalb der Neueren Philologien im Bereich Landeskunde auch die Rechtssysteme und Rechtskulturen einzelner Zielsprachenländer, etwa Spaniens oder in Lateinamerika, thematisiert. Entsprechende Lehrveranstaltungen in den Fächern Spanisch und Portugiesisch finden am zur FU gehörenden Lateinamerika-Institut (Berlin) statt. Dabei wird der Stoff überwiegend enzyklopädisch und nicht kasuistisch („fallorientiert“), wie im normalen Jurastudium, vermittelt.
Ebenso spielen juristische Fragestellungen in Fächern wie Medizin (z. B. Arzthaftung), Pharmazie (z. B. Betäubungsmittelgesetz), Architektur (z. B. Baurecht), Soziale Arbeit (z. B. Sozialrecht, Familienrecht, Schulrecht und Ausländerrecht) oder (Wirtschafts-)Informatik (z. B. Datenschutzrecht) eine Rolle. In den Wirtschaftswissenschaften werden juristische Grundlagen aus dem Öffentlichen und dem Privatrecht vermittelt.
Einige Bundesländer, etwa Thüringen und Bayern, bieten an Universitäten spezielle juristische Studiengänge an, mit dem Ziel, in Kombination mit einem anderen Unterrichtsfach und pädagogisch-didaktischen Studienanteilen das Fach Recht bzw. Rechtskunde am Gymnasium und Fach- bzw. beruflichen Gymnasium in der Regel mit wirtschaftswissenschaftlichen Bezügen zu unterrichten. Innerhalb des universitären Studiengangs Politik bzw. Sozialkunde für das Lehramt am Gymnasium sind etwa 25 % der Inhalte in allen Bundesländern überwiegend juristisch. Das Studium wird, je nach Bundesland, mit dem Master of Education (M.Ed.) für das Lehramt am Gymnasium bzw. der Sekundarstufe II, der sogenannten „Ersten Prüfung“ für das Höhere Lehramt oder der „Ersten Staatsprüfung“ für das Höhere Lehramt an berufsbildenden Schulen abgeschlossen. Ein Wechsel vom regulären Jura- zum Lehramtsstudium ist möglich, bereits erbrachte Studienleistungen werden im Allgemeinen anerkannt. Ein qualifizierter Abschluss mit Prädikatsexamen berechtigt zur Promotion mit dem Ziel der Erlangung eines Doktorgrades, ein erfolgreicher Studienabschluss grundsätzlich zur Aufnahme des Vorbereitungsdienstes als Studienreferendar an einem staatlichen Studienseminar.

## Berufsaussichten
Die Examensnoten spielen bei den Berufsaussichten eine große Rolle. Während Absolventen mit überdurchschnittlichen Noten in der Regel sehr gute Berufsaussichten haben, ist der juristische Arbeitsmarkt für Absolventen mit ausreichenden bis befriedigenden Examina tendenziell schwieriger. Früher galt für eine Anstellung in der Justiz grundsätzlich ein Prädikatsexamen in der zweiten juristischen Prüfung als erforderlich, was sich im Zuge der hohen Pensionierungszahlen bei gleichzeitigen Nachwuchsproblemen jedoch gewandelt hat. So haben die meisten Länder ihre Notenvoraussetzungen gelockert und ermöglichen den Berufszugang für Richteramt und Staatsanwaltschaft auch Absolventen mit befriedigendem Examen. Die Notenanforderungen für eine Promotion richten sich nach den Promotionsbedingungen der jeweiligen Universität, wobei die Hürde für gewöhnlich bei einem Prädikat in einem der beiden Examina liegt. Rund 75 % eines Absolventenjahrgangs strebt den Anwaltsberuf an, allerdings teils auch deshalb, weil andere Berufszweige aufgrund nicht ausreichender Noten verschlossen bleiben. Von 1996 bis 2013 hatte sich die Zahl der Rechtsanwälte bundesweit auf 161.000 mehr als verdoppelt. Diese Entwicklung stagnierte und im Jahr 2017 gab es erstmals weniger zugelassene Anwälte als im Vorjahr. Im Schnitt kamen 2013 in Deutschland auf 499 Einwohner bzw. potenzielle Mandanten ein Anwalt. 1950 kamen in der Bundesrepublik auf einen Rechtsanwalt rund 5000 potenzielle Mandanten.  Die Zahl der Fachanwälte, die sich auf ein bestimmtes Sachgebiet (z. B. Versicherungsrecht) spezialisiert haben, steigt. In größeren Anwaltssozietäten waren Einstiegsgehälter über 100.000 Euro brutto im Jahr nicht unüblich. In Großkanzleien war eine Absenkung der Notenanforderung weg vom zwingenden "doppelten Prädikat" zu beobachten. 
Bei der Suche nach beruflichen Alternativen konkurrieren Jura-Absolventen häufig, etwa im Journalismus, im Verlagswesen, in der Öffentlichkeitsarbeit, im Personalwesen oder Projektmanagement, mit Akademikern anderer Studienrichtungen.

## Diskussions- und Kritikpunkte
Seit geraumer Zeit wird in Deutschland Kritik an der universitären Juristenausbildung geübt. Insbesondere würde die Universität die Studierenden nicht in zureichender Weise auf das Staatsexamen vorbereiten. Dies zeige sich vor allem an der Existenz privatwirtschaftlicher Repetitorien, bei denen die meisten Studenten Kurse zur Vorbereitung auf das Staatsexamen buchen. Worin die Gründe hierfür zu suchen sind, ist umstritten. Vorwürfen, die entsprechenden universitären Lehrveranstaltungen zur Examensvorbereitung entbehrten zureichender pädagogischer Qualität, wird von Seiten der rechtswissenschaftlichen Fakultäten mit dem Argument entgegengetreten, die Repetitorien würden die Examensangst der Studierenden ausnutzen und Einzelwissen „pauken“, wo Grundlagenwissen eine bessere Vorbereitung auf das Examen darstelle. Die Universität biete die insoweit zur Examensvorbereitung notwendigen Veranstaltungen selbst an. Nach wie vor besuchen jedoch trotzdem ca. 70 % der deutschen Jurastudierenden neben dem Studium Repetitorien.
Kritisiert wird auch, dass die Rechtsdogmatik im Studium einen zu breiten Raum einnehme. Die Exegese anderer Quellen, wie die Digestenexegese, träten zu weit in den Hintergrund. Dies gelte auch für die Grundlagenfächer wie Rechtsphilosophie, Rechtsgeschichte oder Rechtssoziologie, die im Jurastudium nur am Rande behandelt werden, was ein kritisches, die Gesetze reflektierendes Studium erschwere, werfen sie doch Fragen auf, ohne die eine wissenschaftlich-korrekte Auslegung und Einordnung von Rechtsnormen schwer möglich ist. Im Gegensatz zu gerichtlicher Rechtsanwendung müsse Rechtswissenschaft gerade eine Reflexion über den Gesetzestext hinaus leisten, nur so könnten der Entstehungsprozess, die gesellschaftliche Funktion (wie die Sozialkontrolle bei Strafrechtsnormen) und historische Bezüge erfasst und dargelegt werden. Teilweise wird dem entgegenhalten, dass die Rechtswissenschaft im Schwerpunkt die Wissenschaft vom geltenden Recht ist. Insbesondere die Vernachlässigung der Rolle des Rechts im Nationalsozialismus und der nationalsozialistischen Juristen wird oft bemängelt und ist Gegenstand von Reformbestrebungen.
Auch hinsichtlich des berufspraktischen Teils, welcher im Rahmen des Referendariats vermittelt werden soll, besteht Kritik. In Anbetracht dessen, dass die meisten ausgelernten Juristen später Anwälte werden, wird von Anwaltsverbänden in Frage gestellt, weshalb ein Durchlaufen einer Gerichtsstation und einer Behördenstation grundsätzlich für jeden Referendar erforderlich sei und nicht eine Verfestigung der anwaltlichen Tätigkeiten über einen längeren Zeitraum trainiert werden könne. Insofern sei eine breite Ausbildung gegeben, welche letztlich nur einen kleinen Einblick in die nach dem Examen folgende Arbeit geben kann und einer tatsächlichen Berufsvorbereitung, wie dies bei einer frühzeitigen Spezialisierung gegeben wäre, so nicht gerecht werden könne. Um etwa die spätere anwaltliche Praxis während der juristischen Ausbildung stärker zu berücksichtigen, wurden in allen juristischen Prüfungsordnungen sogenannte Kautelarklausuren eingeführt.
Hinsichtlich einer möglichen Benachteiligung von Frauen durch die Examenprüfungspraxis untersucht aktuell eine Studie, die das Justizministerium NRW mit einem Team der Universität Köln und dem Exzellenzcluster Econtribute durchführt. Denn das Jurastudium absolvieren mehr Frauen als Männer. In 2023 betrug in NRW die Durchfallquote der Frauen beim Jurastaatsexamen 34,23 %, bei Männern nur 22,32 %; ein Prädikatsexamen erreichten 26,74 % Männer, aber nur 16,05 % der Frauen. In der Studie mit 2000 Befragten soll laut Ministerium auch hinterfragt werden, „ob Studentinnen möglicherweise bei der Bewertung ihrer Leistungen benachteiligt werden“.